# Albert Hammond

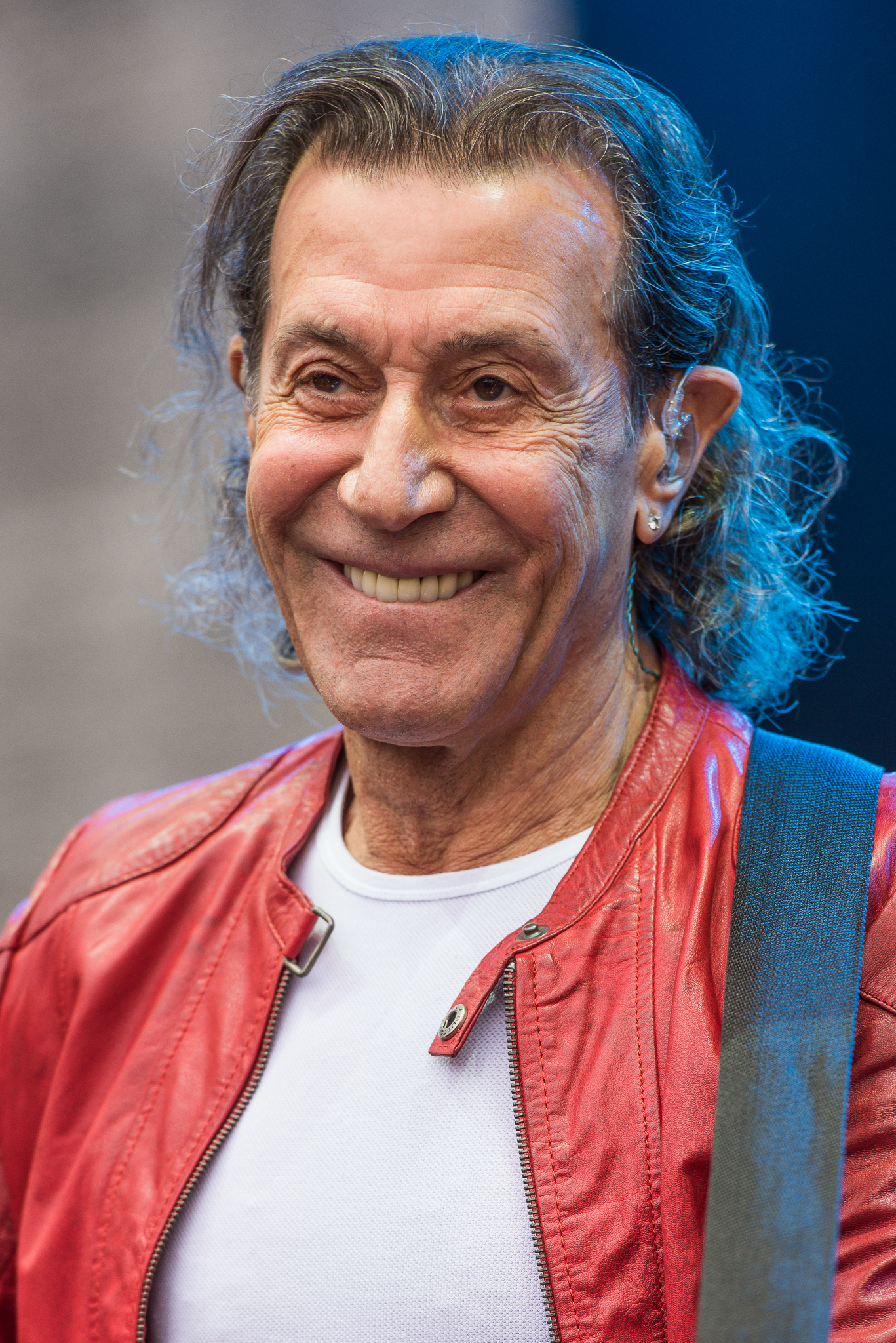
Albert Hammond (2015)

Albert Hammond (* 18. Mai 1944 in London) ist ein britischer Singer-Songwriter und Musikproduzent. Er schrieb Hits wie The Free Electric Band, It Never Rains in Southern California, The Air That I Breathe und One Moment in Time.

## Leben und Karriere

### Anfänge
Albert Hammond wurde 1944 als eines von drei Kindern in London geboren. Bereits einige Monate nach seiner Geburt gingen seine Eltern mit ihm zurück nach Gibraltar, wo die Wurzeln seiner Familie liegen. Im Alter von neun Jahren sang Hammond im Kirchenchor. Etwa zur selben Zeit machte sein Onkel die ersten Demoaufnahmen mit ihm. Mit 14 Jahren absolvierte Hammond mit seinem Freund Richard Cartwright seine ersten Auftritte, sie traten als Albert & Richard in Gibraltar und Spanien auf. 1960 verließ er die Schule und gründete mit Cartwright und weiteren Musikern, darunter sein Bruder Leslie, die Band The Diamond Boys. Ihr Repertoire bestand aus englisch- und spanischsprachigem Rock’n’Roll, und die Band war in Spanien sehr populär.
In dieser Zeit schickten sie ihre ersten Aufnahmen New Orleans und Fool in Love nach England, wo diese von Parlophone veröffentlicht wurden. Ein paar Monate später machten The Diamond Boys eine Tour durch Marokko, auf der sie in verschiedenen Clubs in Casablanca auftraten. Von der Tour zurück gewannen sie den ersten Platz beim Circo Price Music Festival in Madrid. Dieses Ereignis brachte die Band in Kontakt mit RCA, wo sie ihre zweite Single veröffentlichten.

### Durchbruch
Im Alter von 18 Jahren zog Hammond zurück nach England, wo er 1966 den Radiomoderator Mike Hazlewood traf. Gemeinsam schrieben die beiden Lieder für andere Interpreten; Hammond komponierte und Hazlewood steuerte die Texte bei. Der erste Welthit der beiden wurde 1968 Little Arrows in der Interpretation von Leapy Lee.
1966 gründete er mit Steve Rowland, Mike Hazlewood und der Sängerin Christine Holmes die Gruppe The Family Dogg. Sie bestand bis 1972 und brachte die Alben A Way of Life (1969) und View from Rowland’s Head (1972) heraus. Mit der Rare-Bird-Komposition Sympathy hatte sie 1970 einen Hit (Platz 2 in der niederländischen Hitparade).
Hammond zog in die USA, wo ihm im Herbst 1972 mit dem ebenfalls in Zusammenarbeit mit Hazlewood entstandenen It Never Rains in Southern California der Durchbruch als Sänger gelang. Das Lied stieg in den US-Charts bis auf Platz fünf und in Deutschland auf Platz neun und wurde danach häufig gecovert, so beispielsweise von Sonny & Cher (1974) oder von Smokie (2000).
Es folgten weitere Soloerfolge von Hammond wie The Free Electric Band (1973), Peacemaker (1974), I’m a Train (1974), Everything I Want to Do (1974) und Down by the River (1975) – eines der ersten Lieder gegen Verschmutzung von Flüssen durch Industrie.
Neben englischen Titeln nahm Hammond auch zahlreiche Lieder in spanischer Sprache auf. Seine Solokarriere beendete er vorerst 1982 mit dem Album Somewhere in America. 1987 erschien noch das Zwei-Mann-Album Hammond & West, dessen Single-Auskopplung Give a Little Love jedoch nicht mehr an die alten Erfolge anknüpfen konnte.

### Songwriting
Ende der 1980er wurde es stiller um Hammond als Sänger, er konzentrierte sich hauptsächlich auf das Songwriting. Aus seiner Feder stammen Welthits wie The Air That I Breathe (Hollies), 99 Miles from LA (Art Garfunkel), One Moment in Time (Whitney Houston), When I Need You (Leo Sayer), Nothing’s Gonna Stop Us Now (Starship), To All the Girls I’ve Loved Before (Willie Nelson & Julio Iglesias), I Don’t Wanna Lose You, Way of the World (Tina Turner) und When You Tell Me That You Love Me (Diana Ross). 2008 wurde er in die Songwriters Hall of Fame aufgenommen.
Neben Mike Hazlewood schrieb er zusammen mit Diane Warren, John Bettis und Hal David, dem früheren Partner von Burt Bacharach, Songs für Tom Jones, Joe Cocker, Céline Dion, Chris de Burgh, die Carpenters und Ace of Base, zudem arbeitete er mit der deutschen Sängerin Sandra Schwarzhaupt.

### Ab 2010: Comeback

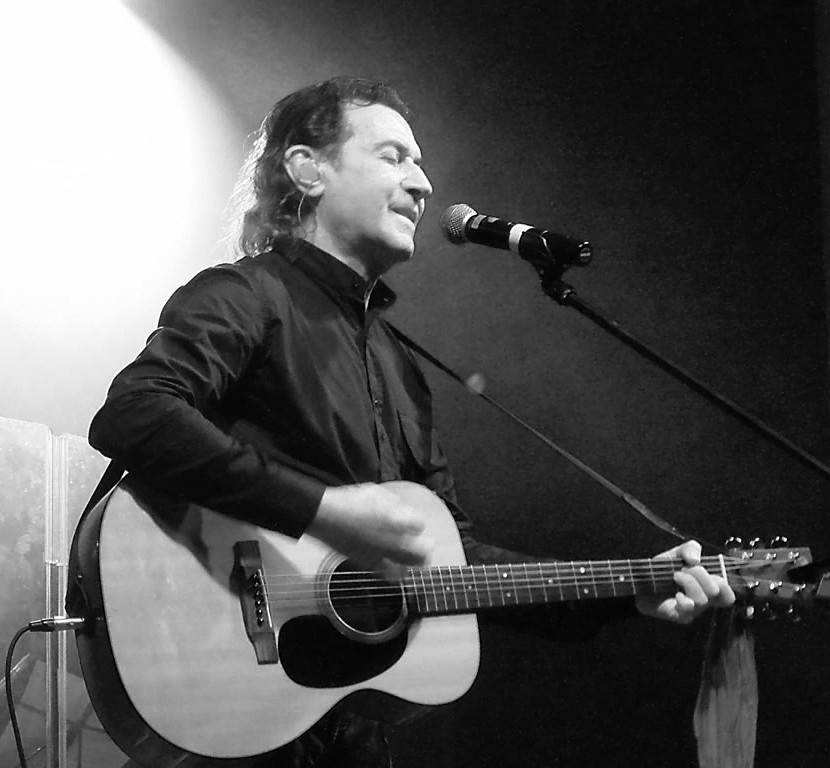
Albert Hammond (2013)

Gemeinsam mit Duffy schrieb und produzierte er die meisten Titel auf deren zweitem, 2010 erschienenen Album Endlessly. Im November 2010 erschien mit Legend ein neues Album. Es beinhaltet Hammonds Klassiker, die mit bekannten Duettpartnern neu aufgenommen wurden. Enthalten ist auch ein Duett mit seinem Sohn Albert Hammond Junior, der Gitarrist bei The Strokes ist. Im Oktober 2013 erschien Hammonds Live-Album Songbook 2013 – Live in Wilhelmshaven.
Seit 2013 spielt Hammond mit seiner Band wieder vermehrt Konzerte; die meisten im deutschsprachigen Raum, Großbritannien und Irland, aber auch in den Niederlanden, Belgien und Gibraltar. 2016 besuchte er mit seiner Songbook-Tournee auch Skandinavien und Südafrika und gastierte 2017 beim Steinegg Live Festival bei Bozen in Südtirol. Anfang 2017 veröffentlichte er seine Songbook-DVD Live in Berlin. Die Musik zum Musical Matterhorn (Libretto von Michael Kunze), das im Februar 2018 am Theater St. Gallen seine Weltpremiere erlebte, ist Hammonds erste Arbeit im Bereich Musiktheater.

## Diskografie

### Studioalben
| Jahr | Titel                                 | Höchstplatzierung, Gesamtwochen/‑monate, AuszeichnungChartplatzierungen (Jahr, Titel, Platzierungen, Wochen/Monate, Auszeichnungen, Anmerkungen) | Höchstplatzierung, Gesamtwochen/‑monate, AuszeichnungChartplatzierungen (Jahr, Titel, Platzierungen, Wochen/Monate, Auszeichnungen, Anmerkungen) | Anmerkungen                            |
| Jahr | Titel                                 | DE | US | Anmerkungen                            |
| ---- | ------------------------------------- | --- | --- | -------------------------------------- |
| 1972 | It Never Rains in Southern California | — | US77 (15 Wo.)US | Erstveröffentlichung: Oktober 1972     |
| 1973 | The Free Electric Band                | DE40 (4 Mt.)DE | US193 (4 Wo.)US | Erstveröffentlichung: August 1973      |
| 1974 | Albert Hammond                        | DE30 (1 Mt.)DE | — | Erstveröffentlichung: September 1974   |
| 1975 | 99 Miles from L. A.                   | DE32 (2 Mt.)DE | — | Erstveröffentlichung: November 1975    |
| 2016 | In Symphony                           | DE30 (3 Wo.)DE | — | Erstveröffentlichung: 21. Oktober 2016 |
| 2024 | Body of Work                          | DE88 (1 Wo.)DE | — | Erstveröffentlichung: 1. März 2024     |

Weitere Studioalben
- 1976: When I Need You
- 1976: My Spanish Album
- 1977: Mi album de recuerdos
- 1978: Albert Louis Hammond
- 1979: Al Otro Lado del Sol
- 1981: Your World and My World
- 1981: Comprenderte
- 1982: Somewhere in America
- 1986: Hammond and West (mit Albert West)
- 1989: Best of Me
- 1996: Coplas and Songs
- 2005: Revolution of the Heart
- 2010: Legend
- 2012: Legend II
- 2024: Christmas

### Livealben
- 2013: Songbook 2013 – Live in Wilhelmshaven

### Kompilationen
- 1976: Greatest Hits
- 1976: Albert Hammond canta sus grandes éxitos en español e inglés
- 1977: New Gold Disc
- 1979: The Albert Hammond Collection
- 1988: The Very Best of Albert Hammond
- 1992: 12 Exitos
- 1995: Greatest Hits
- 2004: It Never Rains in Southern California – The Very Best Of

### Singles
| Jahr | Titel Album                                                            | Höchstplatzierung, Gesamtwochen/‑monate, AuszeichnungChartplatzierungen (Jahr, Titel, Album, Platzierungen, Wochen/Monate, Auszeichnungen, Anmerkungen) | Höchstplatzierung, Gesamtwochen/‑monate, AuszeichnungChartplatzierungen (Jahr, Titel, Album, Platzierungen, Wochen/Monate, Auszeichnungen, Anmerkungen) | Höchstplatzierung, Gesamtwochen/‑monate, AuszeichnungChartplatzierungen (Jahr, Titel, Album, Platzierungen, Wochen/Monate, Auszeichnungen, Anmerkungen) | Höchstplatzierung, Gesamtwochen/‑monate, AuszeichnungChartplatzierungen (Jahr, Titel, Album, Platzierungen, Wochen/Monate, Auszeichnungen, Anmerkungen) | Höchstplatzierung, Gesamtwochen/‑monate, AuszeichnungChartplatzierungen (Jahr, Titel, Album, Platzierungen, Wochen/Monate, Auszeichnungen, Anmerkungen) | Anmerkungen                                         |
| Jahr | Titel Album                                                            | DE | AT | CH | UK | US | Anmerkungen                                         |
| ---- | ---------------------------------------------------------------------- | --- | --- | --- | --- | --- | --------------------------------------------------- |
| 1972 | Down by the River It Never Rains in Southern California                | DE8 (15 Wo.)DE | AT11 (2 Mt.)AT | CH4 (13 Wo.)CH | — | US91 (7 Wo.)US | Erstveröffentlichung: Juni 1972                     |
| 1972 | It Never Rains in Southern California                                  | DE9 (22 Wo.)DE | — | CH5 (9 Wo.)CH | — | US5 Gold · (16 Wo.)US | Erstveröffentlichung: September 1972                |
| 1973 | If You Gotta Break Another Heart It Never Rains in Southern California | — | — | — | — | US63 (6 Wo.)US | Erstveröffentlichung: Februar 1973                  |
| 1973 | The Free Electric Band                                                 | DE4 (26 Wo.)DE | AT2 (3 Mt.)AT | CH4 (14 Wo.)CH | UK19 (11 Wo.)UK | US48 (11 Wo.)US | Erstveröffentlichung: April 1973                    |
| 1973 | The Peacemaker The Free Electric Band                                  | DE17 (10 Wo.)DE | — | — | — | US80 (4 Wo.)US | Erstveröffentlichung: Juli 1973                     |
| 1973 | Half a Million Miles from Home Albert Hammond                          | — | — | — | — | US87 (5 Wo.)US | Erstveröffentlichung: November 1973                 |
| 1973 | Everything I Want to Do Albert Hammond                                 | DE7 (25 Wo.)DE | AT6 (4 Mt.)AT | — | — | — | Erstveröffentlichung: Dezember 1973                 |
| 1974 | I’m a Train Albert Hammond                                             | DE2 (18 Wo.)DE | — | CH3 (15 Wo.)CH | — | US31 (12 Wo.)US | Erstveröffentlichung: Januar 1974                   |
| 1974 | Air Disaster Albert Hammond                                            | — | — | — | — | US81 (4 Wo.)US | Erstveröffentlichung: Juni 1974                     |
| 1975 | New York City Here I Come Albert Hammond                               | DE28 (7 Wo.)DE | — | — | — | — | Erstveröffentlichung: Februar 1975                  |
| 1975 | 99 Miles from L. A.                                                    | — | — | — | — | US91 (6 Wo.)US | Erstveröffentlichung: Februar 1975                  |
| 1975 | These Are the Good Old Days 99 Miles from L. A.                        | DE14 (9 Wo.)DE | — | — | — | — | Erstveröffentlichung: Oktober 1975                  |
| 1981 | When I’m Gone Your World and My World                                  | DE50 (12 Wo.)DE | — | CH12 (5 Wo.)CH | — | — | Erstveröffentlichung: Februar 1981                  |
| 1986 | Give a Little Love Hammond and West                                    | DE40 (9 Wo.)DE | — | — | — | — | Erstveröffentlichung: Dezember 1986 mit Albert West |
| 1989 | Under the Christmas Tree Best of Me                                    | DE86 (4 Wo.)DE | — | — | — | — | Erstveröffentlichung: 1989 Charteinstieg in DE 2020 |

grau schraffiert: keine Chartdaten aus diesem Jahr verfügbar
Weitere Singles
| - 1970: Follow the Bouncing Ball (mit Steve Rowland) - 1972: Names, Tags, Numbers & Labels - 1973: Si tienes que destrozar otro corazón - 1973: Rebecca - 1974: We’re Running Out - 1975: Down by the River – Newly Recorded Version - 1975: Lay the Music Down - 1975: Cerca del Rio - 1976: Échame a mi la culpa - 1976: Moonlight Lady | - 1976: Ansiedad - 1976: When I Need You - 1977: Terminado - 1977: Eres toda una mujer - 1978: Enredao - 1981: Your World and My World - 1982: The Light at the End of the Line - 1987: Air Disaster (mit Albert West) - 1987: Secrets of the Night (mit Albert West) - 1989: Where Were You |